# Pakt Ribbentrop-Mołotow

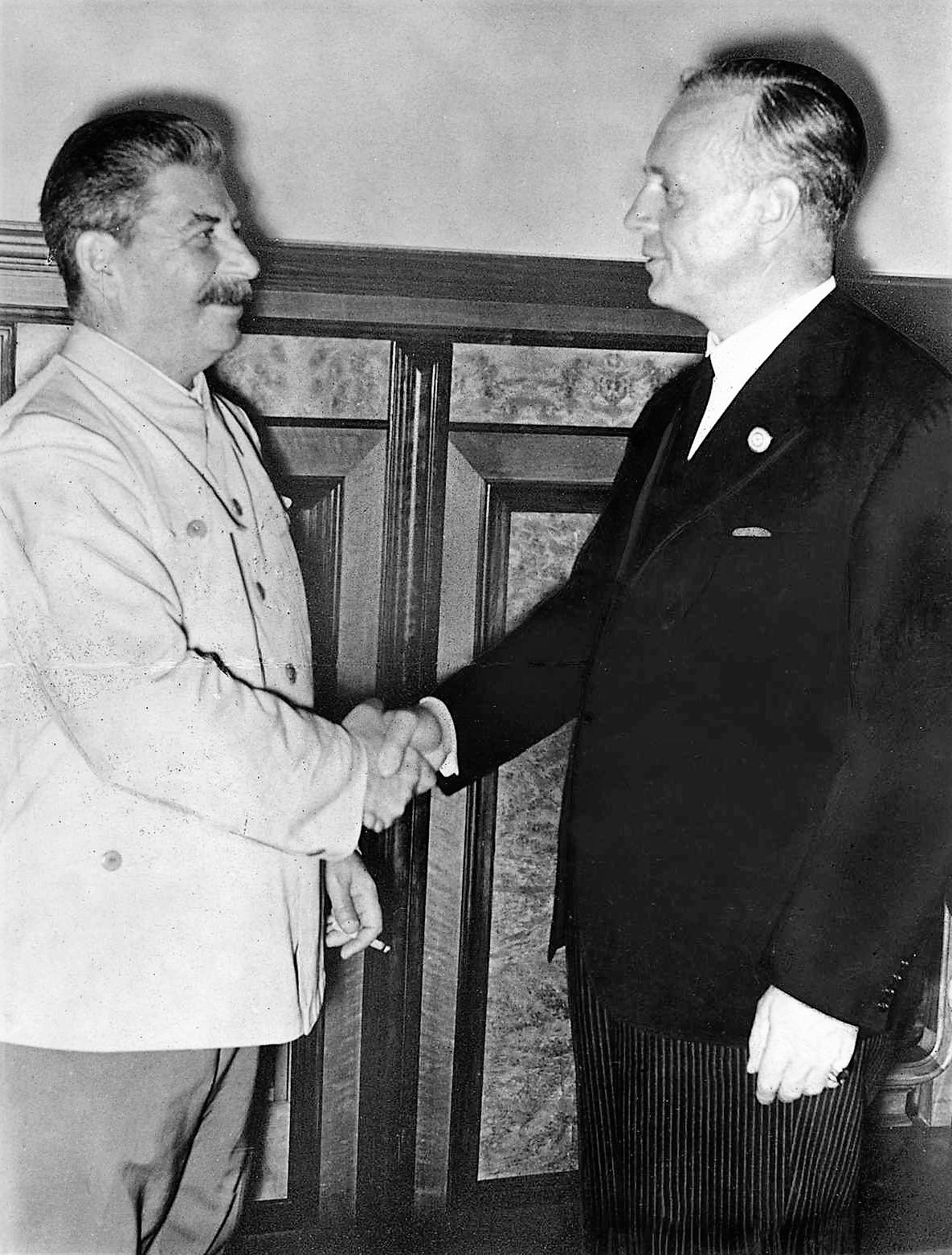
Spotkanie Józefa Stalina z Joachimem von Ribbentropem w Moskwie 23 sierpnia 1939 roku

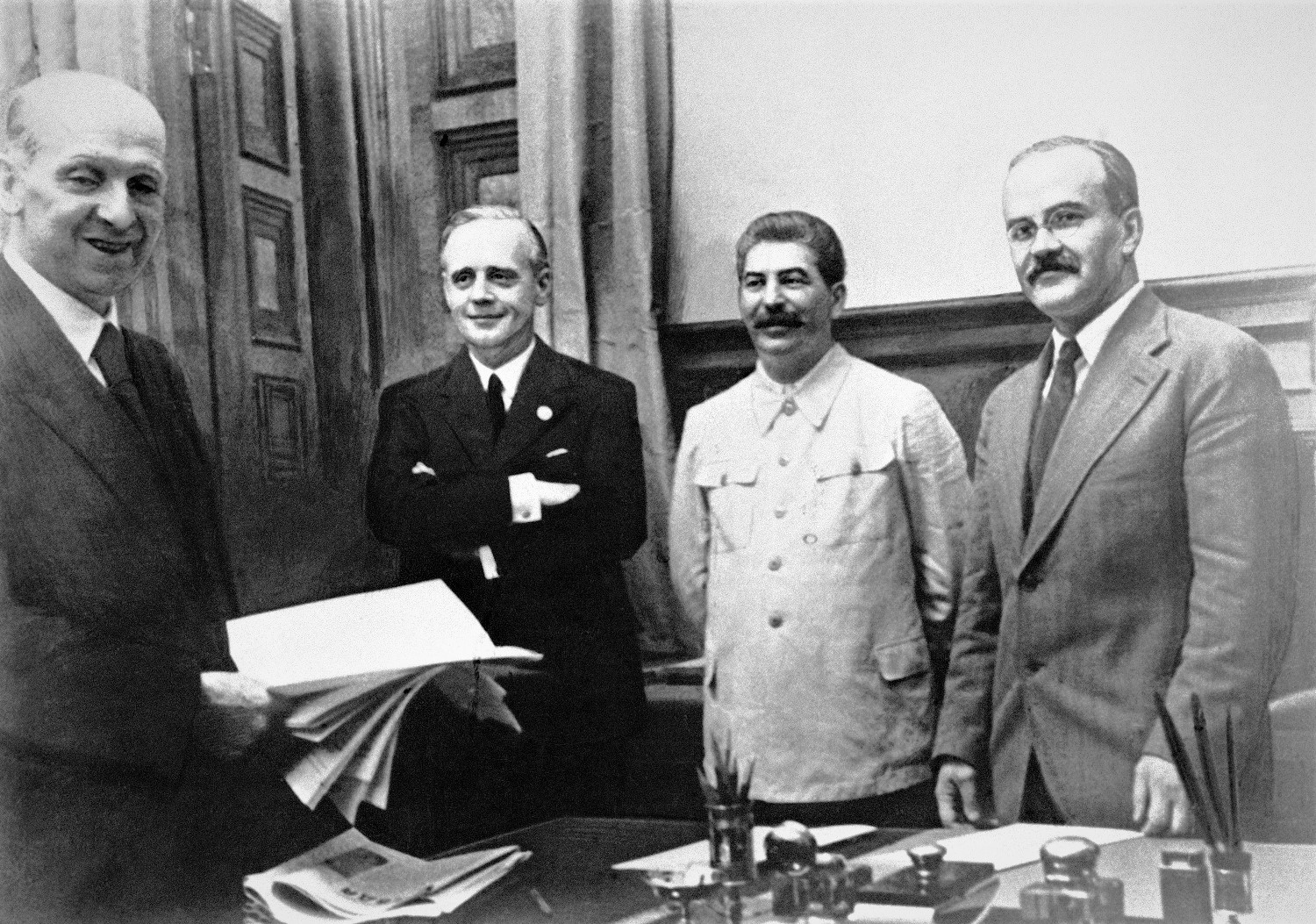
23 sierpnia 1939 roku w Moskwie. Od lewej stoją: szef działu prawnego niemieckiego MSZ Friedrich Gauss, niemiecki minister spraw zagranicznych Joachim von Ribbentrop, Józef Stalin oraz ludowy komisarz (minister) spraw zagranicznych ZSRR Wiaczesław Mołotow

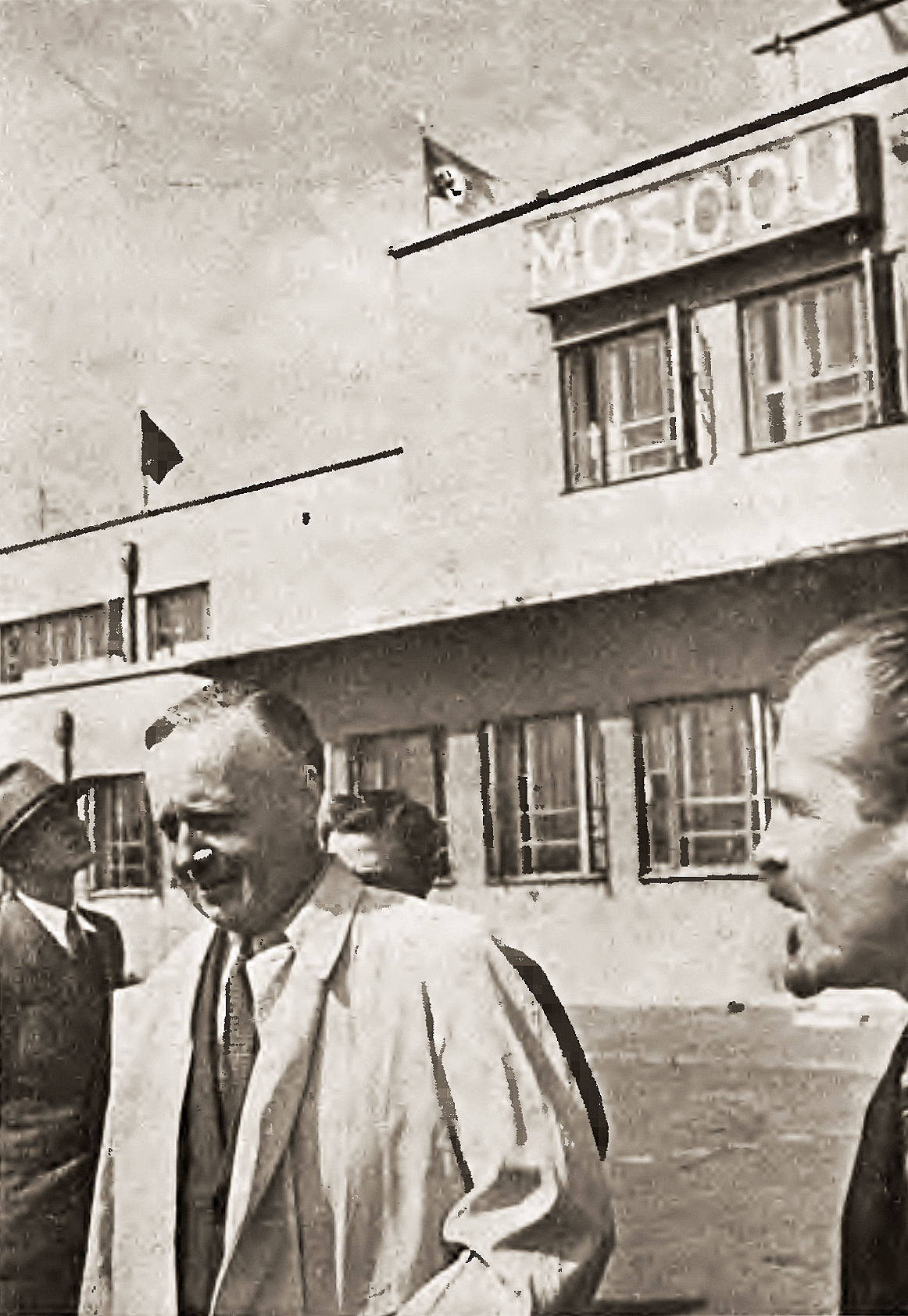
Joachim von Ribbentrop na lotnisku w Moskwie w sierpniu 1939 (na budynku w tle flaga ze swastyką)

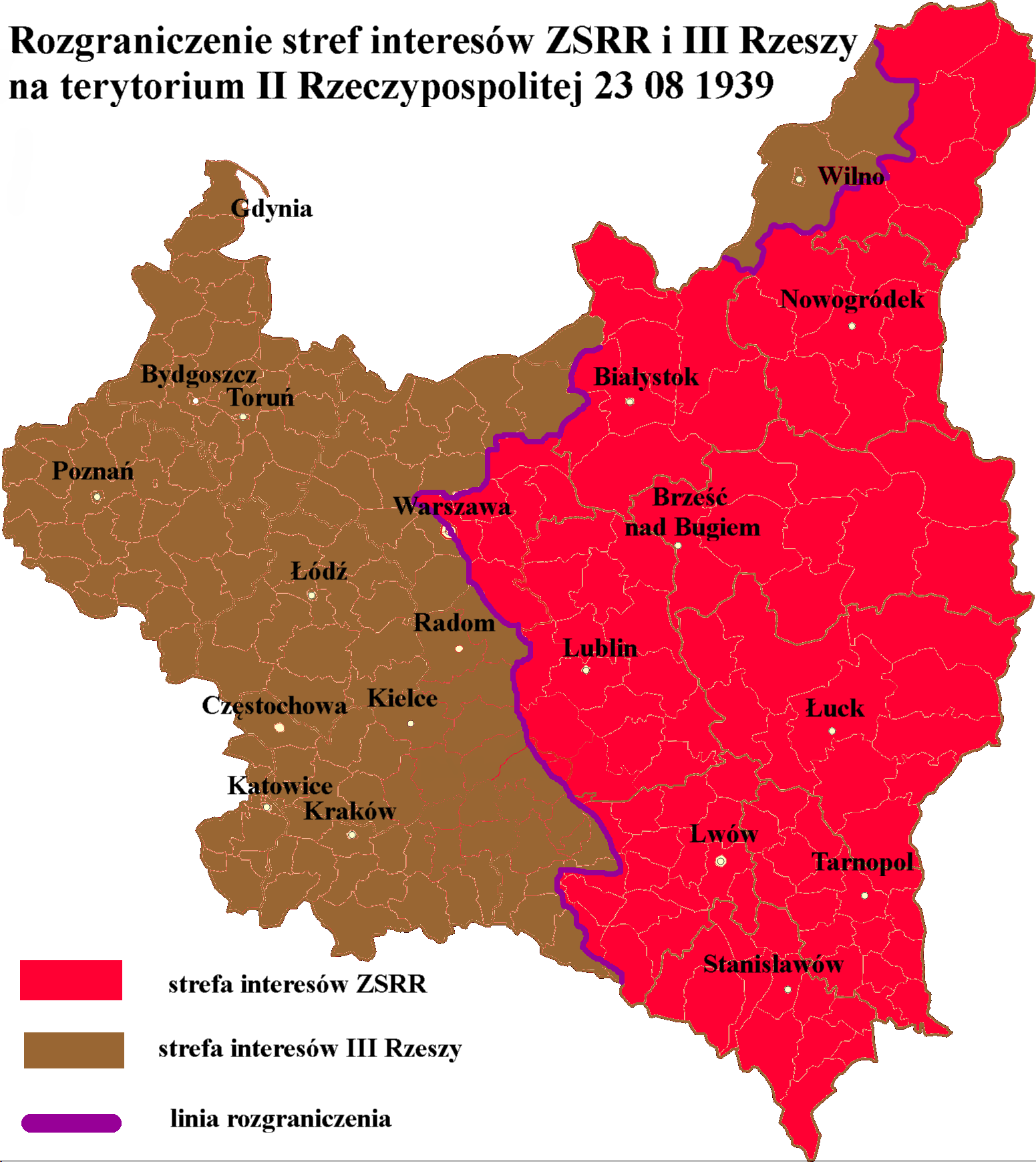
Strefy interesów Związku Socjalistycznych Republik Radzieckich i III Rzeszy na terytorium II Rzeczypospolitej zgodnie z ustaleniami tajnego protokołu dodatkowego do paktu Ribbentrop-Mołotow z 23 sierpnia 1939 roku

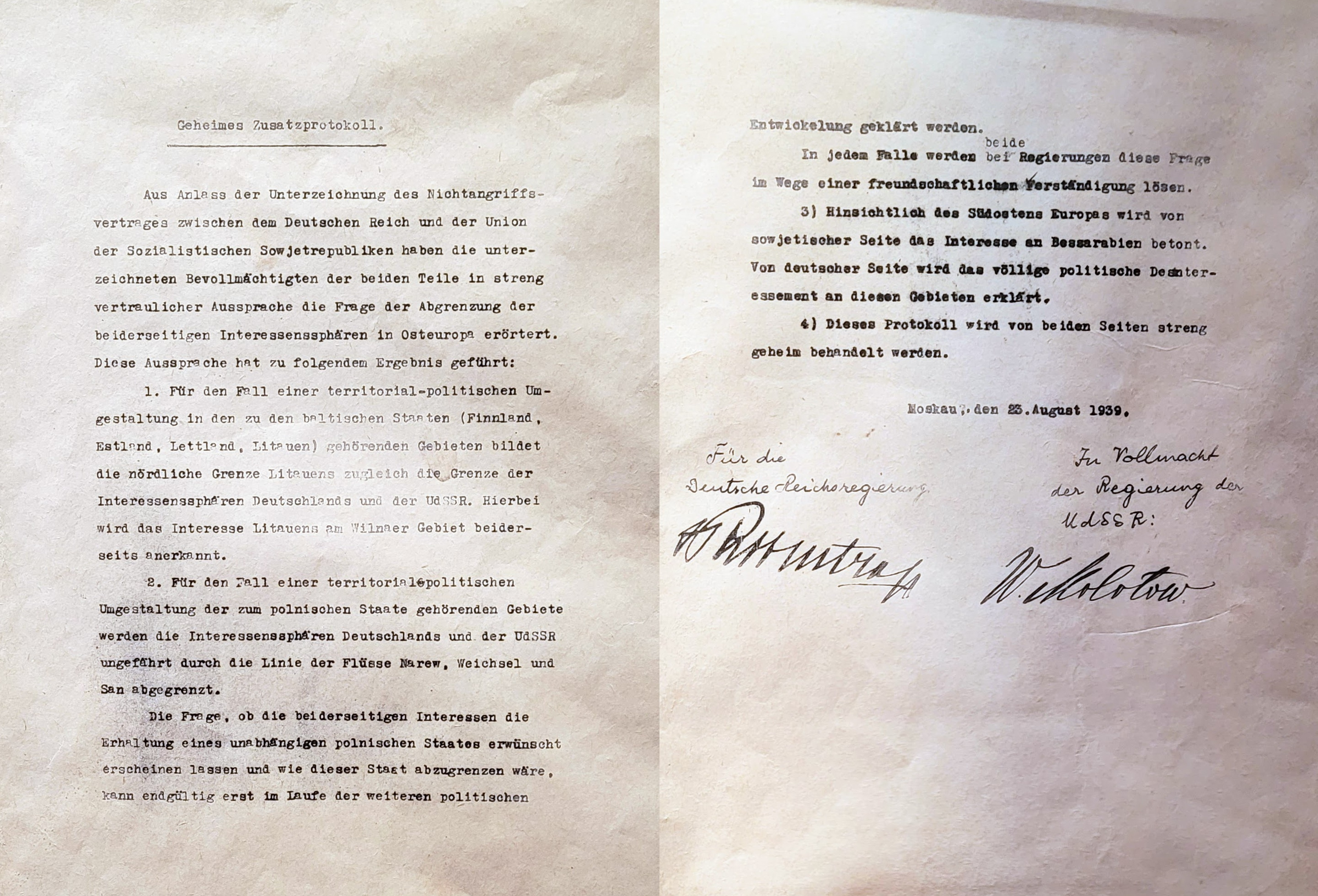
Dokument tajnego protokołu do paktu z 23 sierpnia 1939 r. z podpisami J. Ribbentropa i W. Mołotowa. Tekst niemiecki.

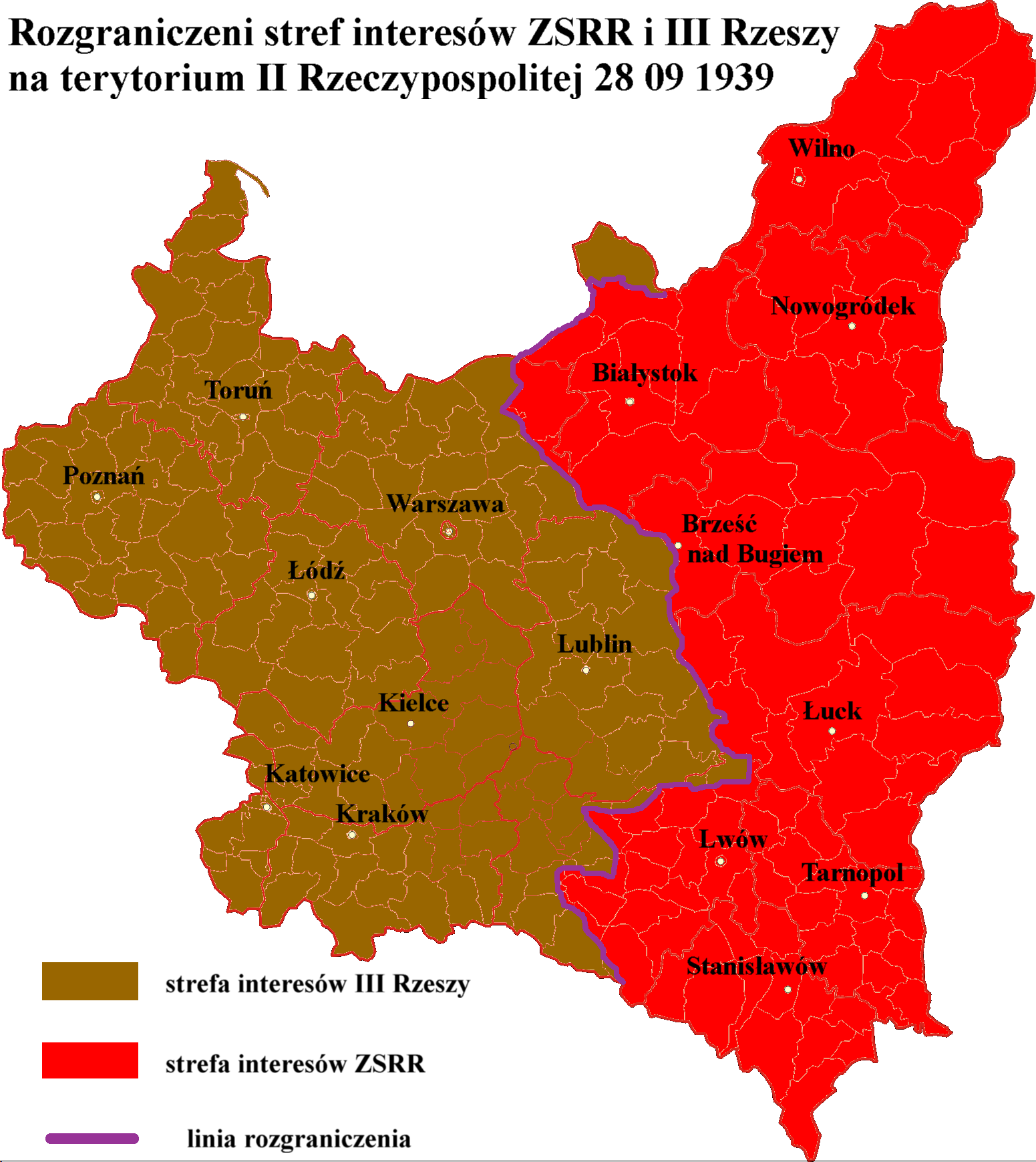
Strefy interesów Związku Socjalistycznych Republik Radzieckich i III Rzeszy na terytorium II Rzeczypospolitej zgodnie z ustaleniami radziecko-niemieckiego układu o przyjaźni i granicy z 28 września 1939 roku

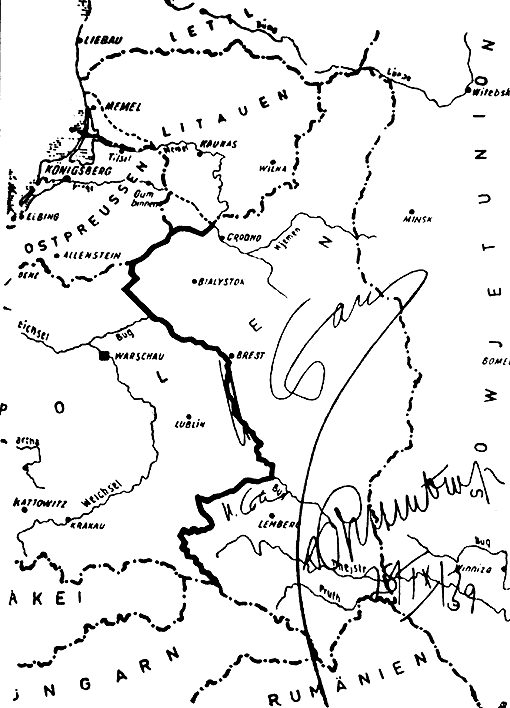
Mapa ostatecznego podziału Polski pomiędzy III Rzeszę a ZSRR z 28 września 1939 r. z wytyczoną granicą. Podpisy za zgodność: Stalin, Ribbentrop; datalitwa.

Podział Polski i Europy Wsch.

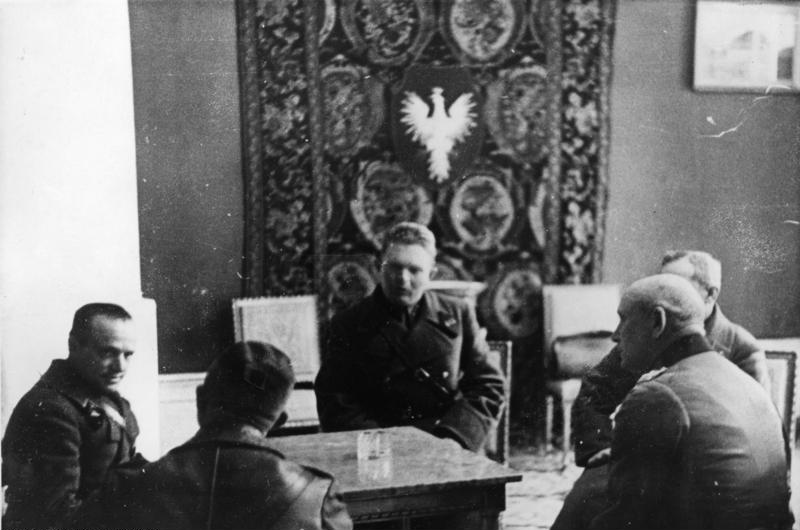
Konferencja oficerów Wehrmachtu i Armii Czerwonej w Polsce. Brześć, gabinet w Urzędzie Wojewódzkim.

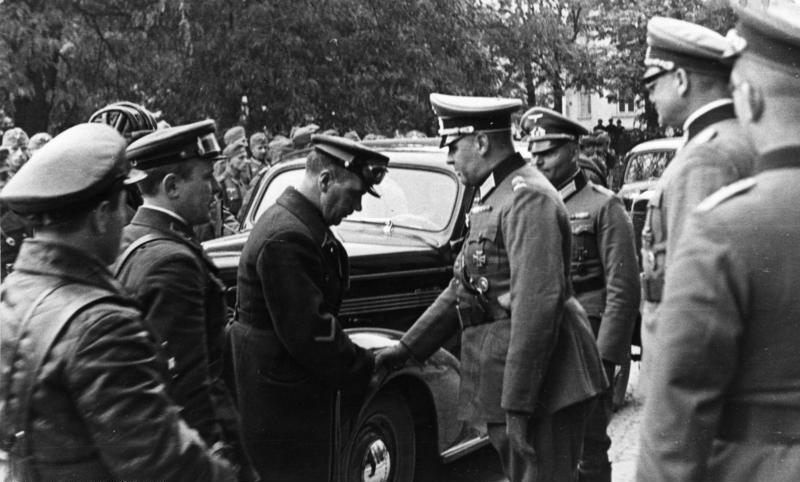
Uścisk dłoni oficerów Wehrmachtu i Armii Czerwonej w Lublinie 1939

Pakt Ribbentrop–Mołotow (też: pakt Hitler–Stalin) – umowa międzynarodowa z 23 sierpnia 1939 roku, będąca formalnie paktem o nieagresji pomiędzy III Rzeszą i Związkiem Socjalistycznych Republik Radzieckich, która zgodnie z tajnym protokołem dodatkowym, stanowiącym załącznik do oficjalnego dokumentu umowy, dotyczyła rozbioru terytoriów lub rozporządzenia niepodległością suwerennych państw: Polski, Litwy, Łotwy, Estonii, Finlandii i Rumunii. Bywa także określany jako IV rozbiór Polski.

## Geneza paktu i okoliczności podpisania
3 maja 1939 Józef Stalin odwołał ze stanowiska ministra spraw zagranicznych Maksima Litwinowa, zwolennika tzw. zbiorowego bezpieczeństwa, a na jego miejsce mianował tego samego dnia Wiaczesława Mołotowa – jednego ze swych najbardziej zaufanych ludzi i ściśle z nim współpracującego, który od dawna był zwolennikiem porozumienia z Niemcami. Litwinow opowiadał się za ewentualnym sojuszem z Wielką Brytanią i Francją. Stalin i Mołotow nie zamierzali zawierać umów z zachodnimi demokracjami, a w konsekwencji brać na siebie głównego ciężaru walki z III Rzeszą.
22 sierpnia 1939 poinformowano, że rząd III Rzeszy i rząd sowiecki doszły do porozumienia w sprawie podpisania paktu o nieagresji. Pakt został podpisany 23 sierpnia 1939 w Moskwie przez ministrów spraw zagranicznych obu państw – Joachima von Ribbentropa i Wiaczesława Mołotowa, którzy w imieniu swoich przywódców, Adolfa Hitlera i Józefa Stalina, dokonali podziału terytoriów państw Europy Środkowej i Wschodniej. Podana do wiadomości publicznej umowa zawierała siedem artykułów. Lotnisko w Moskwie na przylot Ribbentropa udekorowano flagami III Rzeszy, jednakże z odwrotnie namalowanymi swastykami. Stało się tak, ponieważ Rosjanie do dekoracji użyli flag które wcześniej używane były w radzieckich filmach antynazistowskich.
Traktat był następstwem układu w Rapallo o współpracy gospodarczej i wojskowej zawartego w 1922 roku między Rosją Sowiecką a Niemcami (Republiką Weimarską), potwierdzonego układem berlińskim (1926). Po dojściu NSDAP i Adolfa Hitlera do władzy współpraca polityczna i wojskowa pomiędzy Niemcami a ZSRR, wynikająca z tych paktów, została jednak w końcu roku 1933 zawieszona wobec postawy strony niemieckiej. Adolf Hitler wbrew konserwatywnym kręgom junkrów (ziemian) pruskich wyrażał jednak postawę antysowiecką i zarazem antyrosyjską. Józef Stalin konsekwentnie dążył do odbudowy stosunków sowiecko-niemieckich pomimo dojścia Hitlera i NSDAP do władzy w Niemczech. Rozmowy w tej sprawie prowadził m.in. w roku 1937 Dawid Kandełaki pomimo oficjalnej polityki antyfaszystowskich Frontów Ludowych ogłoszonej przez VII Kongres Kominternu w 1935 roku.
Punktem zwrotnym w stosunkach sowiecko-niemieckich było przemówienie Józefa Stalina wygłoszone 10 marca 1939 roku podczas obrad XVIII Zjazdu Wszechzwiązkowej Komunistycznej Partii (bolszewików) w Moskwie, które przeszło do historii jako „kasztanowa mowa”. Negocjacje w sprawie zawarcia paktu politycznego i gospodarczego ZSRR–III Rzesza zostały podjęte przez stronę niemiecką w kwietniu 1939 na kolejny wniosek strony sowieckiej (attaché ambasady ZSRR w Berlinie Gieorgij Astachow). Były prowadzone tajnie, równolegle do publicznych rozmów ZSRR z przedstawicielami Francji i Wielkiej Brytanii. Po zgodzie Adolfa Hitlera na rozbiór terytoriów krajów Europy Środkowo-Wschodniej (sierpień 1939) i ustaleniu niemiecko-sowieckiej granicy stref wpływów Stalin zerwał rokowania z Wielką Brytanią i Francją jako bezprzedmiotowe, i po osobistym telegramie Hitlera wyraził zgodę na bezzwłoczny przylot do Moskwy Joachima Ribbentropa w celu sformalizowania paktu. Zarówno Wielka Brytania, jak i Francja nie mogły bowiem zapobiec okupacji terytoriów państw trzecich będących w zakresie planowanej ekspansji terytorialnej ZSRR.
Przedmiotem tajnego protokołu do paktu były bowiem terytoria lub niepodległość suwerennych państw: Polski, Litwy, Łotwy, Estonii, Finlandii i Rumunii.
Pakt był rozstrzygający dla obu państw sygnatariuszy: III Rzeszy i ZSRR i obu dyktatorów: Hitlera i Stalina. Przede wszystkim zaś rozstrzygnął o losie państw potraktowanych jako przedmiot paktu oraz o kwestii wojny lub pokoju w Europie w roku 1939. Hitlerowi i III Rzeszy pakt zabezpieczał możliwość agresji na Polskę. Stalin wyrażał zgodę na agresję Niemiec na Polskę i zastrzegał udział ZSRR w rozbiorze terytorium Rzeczypospolitej, tworząc podstawy do rozszerzenia terytorium ZSRR na pozostałe kraje Europy w trybie tzw. kampanii wyzwoleńczych, czyli narzucania ustroju sowieckiego drogą agresji i okupacji wojskowej. Zgodnie z wypowiedzią Stalina z 19 sierpnia 1939 na posiedzeniu Biura Politycznego WKP(b) była to świadoma zgoda na wybuch II wojny światowej pomiędzy państwami imperialistycznymi, w której ZSRR pozostanie neutralny do czasu możliwości rozszerzenia terytorium na pozostałe kraje Europy w trybie tzw. kampanii wyzwoleńczych.
Według pamiętników dyplomaty amerykańskiego Charlesa Bohlena i ujawnionej korespondencji dyplomatycznej ambasady USA z sekretarzem stanu Cordellem Hullem treść tajnego protokołu była znana rządowi Stanów Zjednoczonych już 24 sierpnia 1939, dzięki przekazaniu jej Bohlenowi przez Hansa von Herwartha, sekretarza ambasadora Rzeszy hrabiego Friedricha von Schulenburga. O treści tajnego protokołu i szczegółach nocnego przyjęcia na Kremlu na cześć Joachima von Ribbentropa (wraz z informacją o toaście Stalina za zdrowie Hitlera) powiadomił w konsekwencji sekretarza stanu USA Cordella Hulla ambasador USA w Moskwie Laurence Steinhardt w depeszy w dniu 24 sierpnia 1939 jeszcze przed południem. O tajnej treści traktatu niemiecko-sowieckiego Amerykanie (Cordell Hull) natychmiast powiadomili Brytyjczyków (lord Edward Halifax), a ci z kolei – Francuzów (Georges Bonnet).
Francuzi uzyskali je wcześniej z innego źródła. Przekazał je do Paryża już 25 sierpnia po południu ambasador w Berlinie Robert Coulondre, uzyskawszy informacje z otoczenia Hansa Lammersa, ówczesnego szefa Kancelarii Rzeszy. Ani Brytyjczycy, ani Francuzi nie przekazali Polsce żadnych posiadanych informacji o pakcie, pomimo wiążących ich z Polską układów sojuszniczych.
Również dyplomacja włoska (hrabia Galeazzo Ciano) dysponowała wiedzą na temat tajnych klauzul paktu Ribbentrop-Mołotow (Hans von Herwarth poinformował o nich Guido Relliego, szefa tłumaczy włoskiej ambasady w Moskwie). Informacje o postanowieniach paktu Ribbentrop-Mołotow dotyczących krajów bałtyckich nadspodziewanie szybko stały się znane w Tallinnie i Rydze. Już 26 sierpnia wiedział o nich szef wywiadu estońskiego ppłk Richard Maasing oraz poseł łotewski w Berlinie Edgars Krieviņš (Edgar Kreewinsch).
30 sierpnia 1939 roku Kurier Poznański nr 394 powołując się na „wiadomości ze źródeł jak najwiarygodniejszych” w artykule zamieszczonym na stronie 2 pt. „Tajne artykuły paktu moskiewskiego. Jest ich trzynaście – ustępstwa na całej linii Berlina na rzecz Moskwy” poinformował swoich czytelników o fakcie istnienia załącznika do paktu. Wskazywał on jednocześnie na jego tajność.
Jedynie rząd Polski (minister Józef Beck) i jego wywiad (płk. dypl. Józef Smoleński) byli kompletnie nieświadomi niemiecko-sowieckich uzgodnień. Kierownik samodzielnego referatu „Rosja” w Oddziale II Sztabu Głównego ppłk dypl. Olgierd Giedroyć oświadczył przed komisją badającą na emigracji przyczyny klęski wrześniowej, że o podpisaniu sowiecko-niemieckiego paktu dowiedział się z sowieckiej prasy.
Równocześnie 25 sierpnia w Londynie Edward Wood, 1. hrabia Halifaksu razem z Edwardem Bernardem Raczyńskim podpisali układ o pomocy wzajemnej między Rzecząpospolitą Polską a Zjednoczonym Królestwem Wielkiej Brytanii i Irlandii Północnej (polsko-brytyjski układ sojuszniczy).
W dniu 31 sierpnia 1939 pakt został ratyfikowany przez obie izby sowieckiego parlamentu, a Mołotow w wygłoszonym wówczas exposé uzasadnił konieczność jego podpisania.

## Główne postanowienia paktu
- Kraje bałtyckie: (Estonia, Łotwa) i Finlandia staną się „strefą interesów” ZSRR, a północna granica Litwy (z Łotwą) stanowić ma granicę pomiędzy strefami interesów Niemiec i ZSRR (zobacz: okupacja krajów bałtyckich).
- Na obszarach należących do państwa polskiego strefy interesów Niemiec i ZSRR będą rozgraniczone wzdłuż linii rzek Narwi, Wisły i Sanu[d].
- Strona radziecka podkreśla swoje zainteresowanie Besarabią, ze strony niemieckiej stwierdza się zupełne niezainteresowanie tym terytorium.

## Późniejsze modyfikacje ustaleń paktu
Już w trakcie trwania II wojny światowej, 28 września 1939, kiedy doszło do spotkania nacierających z zachodu Niemców z nacierającą ze wschodu Armią Czerwoną, a los Polski był w tej kampanii przesądzony, doszło do doprecyzowania postanowień niemiecko-sowieckich. Podpisano w Moskwie niemiecko-radziecki traktat o granicach i przyjaźni zwany drugim układem Ribbentrop–Mołotow.
Dokonano wówczas następujących modyfikacji: ZSRR zgodził się na odstąpienie Niemcom Lubelszczyzny oraz wschodniej części Mazowsza w zamian za zgodę Niemiec na oddanie Litwy do sowieckiej strefy wpływów. Wkrótce (10 października) Wileńszczyzna została przekazana Litwie w zamian za zgodę na stacjonowanie garnizonów radzieckich na jej terytorium. Podobne układy wymuszono 29 września i 5 października na Estonii i Łotwie.
4 października 1939 utworzono radziecko-niemiecką centralną komisję graniczną dla wyznaczenia granic między państwowymi interesami ZSRR i Niemiec (10 października w Moskwie rozpoczęła prace). Wojska Pograniczne NKWD otrzymały rozkaz wzięcia pod ochronę granicy państwowej (linii demarkacyjnej) 8 października 1939.

## Gospodarcze ustalenia paktu
Porozumienia militarne i polityczne stały się także podstawą do nawiązania ścisłej współpracy gospodarczej między oboma krajami. Podczas pobytu w Berlinie delegacji radzieckiej, 19 sierpnia, czyli jeszcze przed zawarciem paktu Ribbentrop-Mołotow obie strony podpisały radziecko-niemiecką umowę handlową (1939), którą przedłużono w roku 1940 kolejną radziecko-niemiecką umową handlową (1940). Umowy te określały zasady wymiany handlowej pomiędzy ZSRR i III Rzeszą, która polegała głównie na wymianie radzieckich surowców na niemiecką technologię militarną oraz cywilną. W ramach różnych umów w latach 1940–1941 Niemcy otrzymały od ZSRR:
- 2,7 mln t złomu metali kolorowych
- 2,0 mln t produktów naftowych
- 1,5 mln t ziarna zbóż
- 1,2 mln t wyrobów walcowanych
- 1,5 mln m³ drewna
- 350 tys. t miedzi
- 280 tys. t manganu
- 100 tys. t bawełny
- 42 tys. t chromu
- 30 tys. t surowca kauczukowego

Równocześnie jednak Niemcy realizowały swoje zobowiązania w minimalnym stopniu – saldo wymiany na czerwiec 1941 wynosiło ok. 1 mld marek na niekorzyść ZSRR. Według części historyków Stalin tolerował ten stan rzeczy, licząc na realizację planu inwazji Niemiec na Anglię (Operacja Lew Morski). Znaczenie umów w sferze gospodarki było strategiczne dla III Rzeszy, ponieważ dzięki nim Niemcy mogli ominąć brytyjską blokadę gospodarczą, która rozpoczęła się od wypowiedzenia wojny przez Wielką Brytanię. ZSRR stał się więc w tym okresie głównym partnerem gospodarczym III Rzeszy oraz najważniejszym eksporterem surowców dla niemieckiego przemysłu wojennego. Od czerwca 1940 import z ZSRR przekraczał 50% całkowitej sumy importu do Niemiec, a do momentu zerwania tej współpracy przez Hitlera wzrósł aż do 70%.

## Współpraca Gestapo i NKWD
Podpisanie paktu Ribbentrop–Mołotow oraz w Moskwie niemiecko-radzieckiego traktatu o granicach i przyjaźni stały się także podstawą pod współpracę służb specjalnych obu krajów. Tajne załączniki tego ostatniego przewidywały współpracę gestapo i NKWD w zwalczaniu polskich organizacji niepodległościowych głosząc: „Obie strony nie będą tolerować na swych terytoriach jakiejkolwiek polskiej propagandy, która dotyczy terytoriów drugiej strony. Będą one tłumić na swych terytoriach wszelkie zaczątki takiej propagandy i informować się wzajemnie w odniesieniu do odpowiednich środków w tym celu.”. Stało się to podstawą do współpracy policji oraz sił bezpieczeństwa obu okupantów przybierając formę czterech tematycznych Konferencji Gestapo–NKWD, które odbyły się w latach 1939–1941 w Brześciu, Przemyślu, Zakopanem oraz Krakowie.